# Событийная цепочка процессов

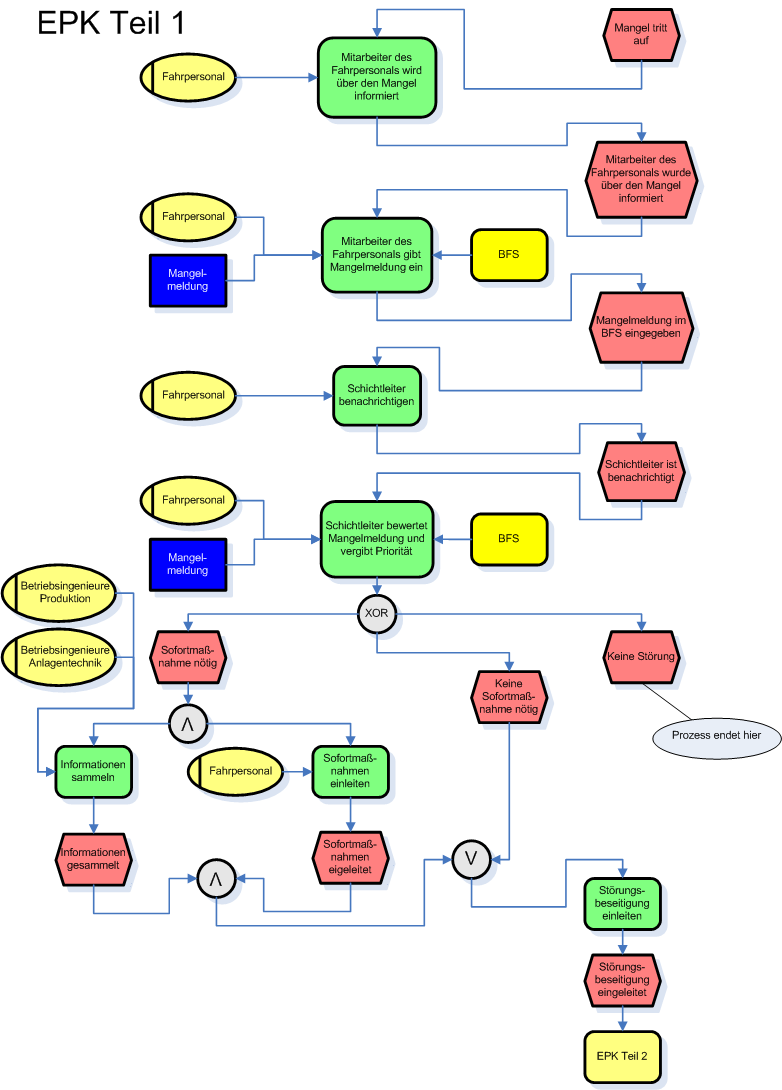
Пример EPC-диаграммы (на немецком).

Событийная цепочка процессов (EPC-диаграмма, англ. event-driven process chain) — тип блок-схемы, используемой для бизнес-моделирования. EPC может быть использована для настройки системы планирования ресурсов предприятия (ERP), и для улучшений бизнес-процессов.

## Описание
Организации используют EPC-диаграммы для планирования потоков работ бизнес-процессов. Существует ряд инструментов для создания EPC-диаграмм, некоторые из этих средств поддерживают инструментонезависимый формат обмена данными EPC — язык разметки EPML. EPC-диаграммы используют символы нескольких видов, чтобы показать структуру потока управления (последовательность решений, функции, события и другие элементы) бизнес-процесса.
EPC-метод был разработан Августом-Вильгельмом Шеером в рамках работ над созданием ARIS в начале 1990-х годов. Используется многими организациями для моделирования, анализа и реорганизации бизнес-процессов.

## Элементы событийных цепочек процессов
События являются пассивными элементами в EPC. Событием является состояние, которое встречается перед или после функции, то есть фиксирует состояние определённых параметров на определенный момент времени. Примеры событий: «договор подписан», «требование зафиксировано», «материал на складе». В EPC график событий представлен в виде шестиугольника. EPC-диаграммы должны как начинаться с события, так и заканчиваться событием.
Функции являются активными элементами в EPC. Работа — определенное действие, выполняемое в течение некоторого промежутка времени. Каждая работа может быть декомпозирована.
Организационная единица — должность в организации (например, «старший мастер») или подразделение организации (например, «отдел закупок»), элемент, которому может быть поручено выполнение функции.
Информация, материал, или объект ресурса — объекты в реальном мире, например бизнес-объекты, различные сущности, которые могут быть как входными данными, выступающими в качестве основы функции, так и выходными данными, полученными с помощью функции. Примерами являются «материал», «заказ», изображается в виде прямоугольника.
Логический соединитель — элемент управления в диаграмме, определяющий ветвление потока работ в зависимости от завершения выполнения функции или возникновения событий.
Логические взаимосвязи — элементы управления, отвечающие за сочленение потоков — конъюнкция, дизъюнкция или строгая дизъюнкция.
Поток управления соединяет события с функциями, путями процесса или логическими взаимосвязями, создавая хронологическую последовательность или логическую взаимозависимость между ними. Поток управления представлен как пунктирная стрелка.
Поток информации — соединение функции и входящих и исходящих данных, с которых функция считывает изменения или сама их вносит.
Назначение организационный единицы — связь между организационной единицей и функцией, за которую она ответственна.
Путь процесса — элемент, показывающий взаимосвязь с другими процессами.